# Ricochet (Starset)
Ricochet è un singolo del gruppo musicale statunitense Starset, pubblicato il 25 aprile 2018 come terzo estratto dal secondo album in studio Vessels.

## Video musicale
Il 6 gennaio 2017 il gruppo ha pubblicato un lyric video girato in 360 gradi in cui le parole del brano vengono proiettate all'interno di una stanza ospedaliera nella quale un dottore controlla lo stato di salute di una paziente.
Il videoclip ufficiale è stato invece presentato il 2 aprile 2018 ed è ispirato alla serie televisiva Black Mirror.

## Tracce
Testi e musiche di Dustin Bates e Joe Rickard.
1. Ricochet – 5:10
2. Ricochet (Acoustic Version) – 4:51

## Formazione
Gruppo
- Dustin Bates – voce, programmazione aggiuntiva, chitarra
- Ron DeChant – cori aggiuntivi

Altri musicisti
- Josh Baker – programmazione aggiuntiva
- Paul Trust – programmazione aggiuntiva
- Rob Graves – chitarra
- Joe Rickard – batteria
- Igor Khoroshev – arrangiamento strumenti ad arco e orchestrali
- David Davidson – violino
- David Angell – violino
- Elizabeth Lamb – viola
- Anthony Lamarchina – violoncello

Produzione
- Rob Graves – produzione, ingegneria del suono
- Ben Grosse – missaggio
- Bob Ludwig – mastering
- Mike Plotnikoff – ingegneria del suono, registrazione batteria
- Justin Spotswood – ingegneria del suono
- Bobby Shin – registrazione strumenti ad arco
- Paul Decarli – montaggio digitale
- Josh Baker – pre-produzione aggiuntiva
- Joe Rickard – pre-produzione aggiuntiva
- Shaj Ticotin – pre-produzione aggiuntiva
- Paul Trust – pre-produzione aggiuntiva

## Classifiche
| Classifica (2017)                | Posizione massima |
| -------------------------------- | ----------------- |
| Stati Uniti (rock & alternative) | 49                |